# Odette Nilès
Pour les articles homonymes, voir Nilès.
Odette Nilès, née Lecland le 27 décembre 1922 à Paris 20e et morte le 26 mai 2023 à Drancy, est une militante communiste et résistante française, internée au camp de Châteaubriant, célèbre pour avoir été la « fiancée » de Guy Môquet.

## Biographie

### Jeunesse
Odette Lecland naît le 27 décembre 1922 à Paris de parents ouvriers ; elle grandit à Drancy. En 1940, son père, syndicaliste et antimunichois, est arrêté. Elle entre aux Jeunesses communistes la même année, à quinze ans. Elle fait également partie du Secours rouge puis de l'Union des jeunes filles de France.

### Résistante
Elle participe à une manifestation contre l’occupant allemand le 14 juillet 1941 et, une nouvelle fois, le 13 août 1941. Arrêtée par la police française lors de cette manifestation, elle comparaît devant un tribunal allemand au ministère de la Guerre. Après que la peine de mort a été requise contre elle, elle est condamnée à une peine d’emprisonnement et incarcérée à la prison du Cherche-Midi puis à celle de La Roquette. Trois de ses camarades jugés avec elle seront pour leur part exécutés par l'occupant. Elle est transférée en septembre 1941 au camp de Châteaubriant. Elle fait alors la connaissance de Guy Môquet et une idylle naît entre eux,,. Puis elle est internée le 12 mai 1942 au camp d'Aincourt. Par la suite, transférée de camp en camp, elle arrive enfin au camp de Mérignac, dans la région de Bordeaux, duquel elle réussit à s'évader lors de la débâcle de 1944.
Ayant rejoint le maquis et les Francs-tireurs et partisans, elle se voit confier l'encadrement des Forces unies de la jeunesse patriotique où elle rencontre son futur époux, le jeune commandant FFI et militant communiste Maurice Nilès.

### Après-guerre
De retour en région parisienne après la Libération, elle se marie le 21 mars 1945 et s'installe avec son époux à Drancy, dont celui-ci sera maire de 1959 à 1997 et député-maire de 1967 à 1986. Odette Nilès milite pour les droits des femmes et, pendant des décennies, témoigne dans les écoles. Elle sera également directrice du patronage laïque de la ville d’Aubervilliers,.
En janvier 2014, elle plaide avec Cécile Rol-Tanguy, dans une tribune publiée dans Le Monde, en faveur du transfert des cendres de Germaine Tillion, Geneviève de Gaulle-Anthonioz et Marie-Claude Vaillant-Couturier au Panthéon.
Après le décès de son mari en 2001, elle préside l'Amicale de Châteaubriant – Voves-Aincourt-Rouillé.

### Fin de vie et mort
Odette Nilès termine ses jours dans une maison de retraite de Drancy.
Elle meurt à Drancy à l'âge de 100 ans le 27 mai 2023,,, jour anniversaire de la fondation en 1943 du Conseil national de la Résistance. Elle est inhumée à Drancy le 5 juin 2023.

### Famille
Sa petite-fille, Carine Nilès, est également engagée dans la vie politique. Militante communiste[Quand ?], cheffe de cabinet du maire de Sevran de janvier 2019 à novembre 2021, elle est conseillère municipale d'opposition à Drancy depuis 2020, à l'issue des élections municipales de la même année.

## Décorations
- Officier de la Légion d'honneur (23 mars 2017)[16],[17],[18].
  - Chevalier en 1983 « pour son action […] de transmission des valeurs de la Résistance aux jeunes générations ».

## Publication
- Guy Môquet, mon amour de jeunesse, récit autobiographique en collaboration avec Serge Filippini, L’Archipel, 2008  (ISBN 978-2-8098-0091-3)[19].

### Presse
- Anne Collin, « Odette Nilès, petite fiancée de Guy Môquet et survivante du camp d’Aincourt, a 100 ans : cette figure de la Résistance, l’une des dernières survivantes du camp d’internement d’Aincourt dans le Val-d’Oise, était entourée ce mardi 27 décembre de sa famille pour célébrer ses 100 ans », Le Parisien,‎ 28 décembre 2022 (lire en ligne , consulté le 30 décembre 2022)